# Rechtliches Monopol
Ein rechtliches Monopol liegt vor, wenn ein Anbieter durch staatliche Regelungen vor  Konkurrenz geschützt wird. Teils wird der Begriff rechtliches Monopol auch verwendet für Märkte, auf denen der Staat als alleiniger Anbieter auftritt (Staatsmonopole).

## Arten rechtlicher Monopole

### Zeitlich begrenzte und zeitlich unbegrenzte Monopole
Rechtliche Monopole können zeitlich begrenzt erteilt werden – zum Beispiel durch Patente oder Konzessionen – oder auf unbestimmte Zeit gelten. Letzteres ist meist bei gesetzlichen (im Gegensatz zu auf behördlichen Verwaltungsakten beruhenden) Monopolen der Fall. So durften beispielsweise Überlandbusse bis 2013 nur eingerichtet werden, wenn das Verkehrsbedürfnis mit bestehenden Verkehrsmitteln nicht bedient werden kann (§ 13 Abs. 2 Nr. 2 lit. a) und b) des Personenbeförderungsgesetzes), woraus sich ein auf unbestimmte Zeit geltendes Fernverkehrsmonopol der Bahn ergab.

### Rechtliche Monopole im engen und im weiteren Sinn
Rechtliche Monopole können einen Anbieter allein vor allen Wettbewerbern schützen. Beispielsweise werden kommunale Dienstleistungskonzessionen an einen Privaten vergeben, der dann als Monopolist für Abfallentsorgung oder die Stromlieferung tätig wird. Ein anderes Beispiel war der TÜV vor der Liberalisierung des Prüfmarktes.
Versteht man Monopole in einem weiteren Sinn, nämlich so, dass sie nicht einem Anbieter, sondern einer Gruppe von Anbietern eine wirtschaftliche Privilegierung zuweisen, gibt es zahlreiche weitere rechtliche Monopole. Dazu zählen insbesondere alle Zulassungsbeschränkungen zu Berufen und Tätigkeiten.
- Beispielsweise darf in vielen Staaten Heilleistungen nur anbieten, wer als Arzt oder als Heilpraktiker zugelassen ist.

- Vor Erlass des sog. Apothekenurteils des Bundesverfassungsgerichts wurde in vielen deutschen Bundesländern die Genehmigung zur Eröffnung einer Apotheke vom behördlich ermittelten Bedarf abhängig gemacht.

- In Deutschland darf niemand Rechtsberatung anbieten, ohne die juristischen Staatsexamina absolviert zu haben und als Rechtsanwalt zugelassen zu sein (dies galt unter dem Rechtsberatungsgesetz uneingeschränkt; unter dem Rechtsdienstleistungsgesetz ist es beschränkt auf Rechtsberatung als Hauptleistung).

- Das Kehrmonopol verbietet es Dritten, Kehrdienste anzubieten.

## Rechtliche Monopole und Wirtschaftstheorie
Zur Begründung rechtlicher Monopole wird häufig vorgebracht, es handele sich bei den monopolisierten Bereichen um natürliche Monopole; der staatliche Eingriff sei nur Reaktion auf ein bestehendes Marktversagen. Beispiel: Das Verbot von Überlandbussen, die Strecken mit bestehender Bahnverbindung versorgen sollen, wird damit begründet, das Eisenbahnnetz stelle ein natürliches Monopol dar; eine Konkurrenz durch Busse sei daher „wirtschaftlich nicht sinnvoll“.
Nach Ansicht vieler Wirtschaftswissenschaftler entsteht das Monopol jedoch erst durch den staatlichen Eingriff.
Es hat sich auch in allen Fällen der Aufhebung des Konkurrenzschutzes in der Folge tatsächlich Konkurrenz entwickelt, was in gewisser Weise die Ansicht belegt, die rechtlichen Monopole seien nur Reaktion auf natürliche Monopole.
Im Gegensatz zum natürlichen Monopol, dessen Schaden und Nutzen für die gesamtgesellschaftliche Wohlfahrt umstritten ist, besteht kein Zweifel, dass rechtliche Monopole zumindest in zeitlich unbegrenzter Form den gesamtgesellschaftlichen Wohlstand beeinträchtigen.
Zur Rechtfertigung werden daher meist auch nicht-wirtschaftliche Gründe genannt, zum Beispiel die Volksgesundheit oder der Schutz vor falscher Rechtsberatung.